# Янніс Пападопулос (шахіст)
Янніс Пападопулос (грец. Γιάννης Παπαδόπουλος; нар. 12 квітня 1988) – грецький шахіст, гросмейстер від 2009 року.

## Шахова кар'єра
У 2000-2008 роках кілька разів представляв Грецію на чемпіонатах Європи та світу серед юніорів у різних вікових категоріях. До кінця 2006 року не досягнув значимих результатів на міжнародному рівні (рейтинг Ело станом на 1 січня 2007 року – 2351). Перших успіхів досягнув у другій половині 2007 року. Спочатку виконав у Кавалі першу гросмейстерську норму, а потім переконливо виграв у Ігумениці титул чемпіона Греції (випередив срібного призера Хрістоса Банікаса на 2 очки), одночасно виконавши другу гросмейстерську норму. Третю і останню норму виконав 2008 року під час чемпіонату Європи, який відбувся в Пловдиві.
Найвищий рейтинг Ело в кар'єрі мав станом на 1 липня 2008 року, досягнувши 2490 очок, разом з Евстратіосом Грівасом розділив тоді 9-10-те місце серед грецьких шахістів. Гросмейстерський титул отримав завдяки досягненню "віртуального" рейтингу 2500,5 очка після 3-го туру турніру за швейцарською системою в Діфферданжі в травні 2008 року.

## Зміни рейтингу
| На цьому місці має відображатися графік чи діаграма, однак з технічних причин його відображення наразі вимкнено. Будь ласка, не видаляйте код, який викликає це повідомлення. Розробники вже працюють для того, щоби відновити штатне функціонування цього графіка або діаграми. | |
| | На цьому місці має відображатися графік чи діаграма, однак з технічних причин його відображення наразі вимкнено. Будь ласка, не видаляйте код, який викликає це повідомлення. Розробники вже працюють для того, щоби відновити штатне функціонування цього графіка або діаграми. |